# Dipodomys merriami margaritae
Dipodomys merriami margaritae är en underart till gnagaren Dipodomys merriami som ingår i släktet känguruspringmöss och familjen påsmöss. Underarten listas inte av IUCN.